# Jeffersonia
Jeffersonia es un género con ocho especies de plantas de flores perteneciente a la familia Berberidaceae.

## Taxonomía
El género fue descrito por Benjamin Smith Barton   y publicado en Transactions of the American Philosophical Society 3: 340. 1793. La especie tipo es:  Jeffersonia binata

## Especies seleccionadas
- Jeffersonia bartonis
- Jeffersonia binata
- Jeffersonia diphylla
- Jeffersonia dubia (Plagiorhegma dubium)
- Jeffersonia lobata
- Jeffersonia manchuriensis
- Jeffersonia odorata
- Jeffersonia sempervirens